# Salatín (Roháče)
Salatín je hora v Roháčích, na hlavním hřebeni Západních Tater. Nachází se asi 7 km jihovýchodně od Zuberce a dosahuje výšky 2048 m n. m. Jde o nejzápadnější dvoutisícovku v celých Tatrách.

## Poloha
Salatín se nachází v centrální části rozsáhlého masívu, mezi Baníkovem (2178 m) a Brestovou (1934 m), od které je oddělen sedlem Parichvost. Západní svahy klesají do Bobrovecké doliny a východní do Roháčské doliny. Z vrcholu je daleký kruhový rozhled.

## Přístup
Přístup je možný z několika směrů:
- po červené  značce z obce Huty přes Sivý vrch (1805 m) a Brestovou (1934 m)
- po červené  značce z opačné strany, směrem od Baníkova (2178 m) přes úzký hřeben Skriniarky
- po modré  značce od chaty Zverovka přes Brestovou a sedlo Parichvost
- po zelené  značce z doliny Parichvost